# Kristinn Steindórsson
Kristinn Steindórsson (* 29. April 1990 in Reykjavík) ist ein isländischer Fußballspieler. Der Stürmer, der 2015 in der isländischen Nationalmannschaft debütierte, stand in seiner bisherigen Laufbahn in seinem Heimatland, Schweden und den Vereinigten Staaten unter Vertrag.

## Werdegang
Kristinn spielte in seiner Jugend beim Breiðablik Kópavogur, für den er ab 2006 in der Reservemannschaft seine ersten Schritte im Erwachsenenbereich absolvierte. Parallel rückte er ins Blickfeld des Knattspyrnusamband Íslands und spielte im Laufe des Jahres unter anderem unter Trainer Luka Kostić in der Qualifikation für die U-17-Europameisterschaft 2007, eine Turnierteilnahme blieb ihm trotz der erstmaligen Qualifikation einer isländischen Auswahlmannschaft für ein derartiges Turnier versagt. 2007 debütierte er in der seinerzeit nach einem Sponsor Landsbankadeild genannten ersten Spielklasse. Zwar blieb er zunächst nur Ergänzungsspieler, durchlief aber nach der U-17-Auswahlmannschaft auch die U-19-Juniorenauswahl. In der Spielzeit 2009 setzte er sich als Stammspieler durch, mit der Mannschaft um Arnar Grétarsson, Finnur Orri Margeirsson und Guðmundur Kristjánsson erreichte er zudem das Endspiel um den Landespokal.
Nach zwei Toren von Alfreð Finnbogason bei Gegentreffern von Ingvar Þór Ólason und Samuel Lee Tillen stand es am Ende der Verlängerung 2:2-Unentschieden gegen Fram Reykjavík, im Elfmeterschießen holte der Klub seinen ersten landesweiten Titel. Bereits wenige Tage zuvor hatte er in der U-21-Landesauswahl debütiert. Die nächste Spielzeit verlief noch erfolgreicher: gemeinsam mit Finnbogason, der sich mit 14 Saisontoren zum Torschützenkönig der Meisterschaft krönte, bildete er ein torgefährliches Sturmduo und führte mit zwölf Saisontoren den Klub zur ersten Meisterschaft der Vereinsgeschichte. Während unter anderem Finnbogason den Klub in Richtung Festlandeuropa verlassen hatte und der Klub in der Folge ins Mittelfeld der Meisterschaft abrutschte, nahm er an der Qualifikation zur UEFA Champions League 2011/12 teil. Gegen den norwegischen Vertreter Rosenborg Trondheim war zwar bereits nach der 0:5-Hinspielniederlage ein Weiterkommen nahezu ausgeschlossen, beim 2:0-Rückspielerfolg glänzte er jedoch neben Dylan Macallister als Torschütze. Auch in der Liga traf er bis zum Saisonende im Herbst zweistellig, dieses Mal platzierte er sich mit elf Saisontoren erneut unter den besten fünf Torschützen der Liga.
Kristinn wechselte Anfang 2012 gemeinsam mit seinem Landsmann Guðjón Baldvinsson zum schwedischen Klub Halmstads BK, der in die zweitklassige Superettan abgestiegen war. Mit sieben Toren war er am Erreichen der Relegationsspiele zur Rückkehr in die Allsvenskan beteiligt. Dort erzielte er in den Aufeinandertreffen mit GIF Sundsvall in beiden Spielen jeweils ein Tor, nach einem 3:0-Hinspielerfolg und einer 3:4-Niederlage stieg der Klub wieder in die Erstklassigkeit auf. Anfangs auch dort Stammspieler verlor er nach einem Platzverweis seinen Platz in der Startformation, so dass er von seinen 19 Saisoneinsätzen in der höchsten schwedischen Spielklasse lediglich bei sieben Spielen von Anfang an auf dem Spielfeld war. In der Spielzeit 2014 war er wieder Stammkraft, mit acht Toren trug er zum Klassenerhalt bei.
Nach Auslaufen seines Vertrages verließ Kristinn zum Jahresende 2014 den schwedischen Verein und unterzeichnete einen Vertrag beim US-amerikanischen Klub Columbus Crew in der Major League Soccer. Wenige Wochen später debütierte er im Januar 2015 in der isländischen A-Nationalmannschaft, als diese in einem Freundschaftsspiel die kanadische Nationalmannschaft mit einem 2:1-Erfolg besiegte. Dabei erzielte er mit dem 1:0-Führungstreffer sein erstes A-Länderspieltor. Nach einem Spieljahr in der höchsten nordamerikanischen Fußballliga wechselte der Isländer nach 21 absolvierten Meisterschaftsspielen für das Spieljahr 2016 nach Schweden zu GIF Sundsvall. Bis dato (Stand: 8. Juni 2016) kam er hierbei in zwölf Ligaspielen zum Einsatz, in denen er bislang ebenfalls torlos blieb.